# Antonio Díaz Méndez
Antonio Díaz Méndez fue un boxeador español, afiliado a la Federación Catalana de Boxeo, que con el nombre profesional de Díaz II combatió entre finales de la década de los 40 y principios de los 60, alcanzando varios títulos regionales y nacionales entre los que destaca el de campeón de España del peso gallo, que ostentó durante más de 3 años.

## Boxeo aficionado
Nacido el 20 de junio de 1927, Díaz II comenzó su carrera en 1948 como aficionado, condición en la que llegó a alcanzar, en apenas un año, los títulos de campeón de Cataluña y campeón de España del peso mosca, así como otros galardones como el Guante de Oro o el Trofeo Barón de Esponellá. En su familia contaba además con una excelente referencia en la figura de su hermano mayor, que llegó varias veces a la puerta del campeonato nacional de los pesos gallo.

## Boxeo profesional
“De esgrima rápida, bien estructurada, de hombre que domina a la perfección todas las distancias y que posee una extensa gama de golpes”, Díaz II hizo su debut como profesional el 24 de mayo de 1950, con una victoria ante Tejedor I que El Mundo Deportivo calificó como “un curso de verdadera esgrima” .
Combatiendo en los pesos mosca –y, a medida que afianzaba su complexión, haciendo incursiones en los pesos gallo–, Díaz II fue demostrando su enorme valía combate tras combate, contándose en su nómina de rivales batidos algunos como Feliz, Pol, Cuenca, Campeny, Martínez de la Torrasa o Gaza. El 9 de mayo de 1951 en el Gran Price, alcanza el título de campeón de Cataluña del peso mosca, al batir por descalificación en el 4º asalto a Martínez de la Torrasa.
Desde ese momento, su única obsesión es la consecución del título nacional, que ostenta Young Martin. La oportunidad le llega en Barcelona en diciembre de 1953, pero un discutido resultado de nulo impide que Antonio se haga con el campeonato .
Lejos de venirse abajo, Díaz II continúa llenando su historial de victorias, con un estilo que hace las delicias del público y la prensa, que lo califica de esgrimista extraordinario, rápido y combativo. De hecho, vuelve a enfrentarse en dos ocasiones al campeón nacional, venciéndole en ambos combates… aunque sin el título en juego . A pesar de ello, las clasificaciones internacionales pronto lo califican como el tercer mejor peso mosca de Europa y el décimo del mundo  .
Aunque sigue ostentando el título de Cataluña y la challenge al nacional, Díaz II ve cómo el paso del tiempo hace que cada vez sea más difícil mantenerse en los pesos mosca, por lo que, haciendo de tripas corazón, en noviembre de 1954 renuncia tanto al título como a la condición de aspirante , y anuncia que desde ese momento combatirá en los pesos gallo, con incursiones ocasionales en los pesos pluma (categoría en la que debuta el 20 de noviembre ante Cadalso ).
Combativo y ambicioso, no tarda Díaz II en hacerse justo acreedor a una nueva condición de aspirante, esta vez al título nacional de los pesos gallo, que a mediados de 1955 se halla vacante. La Federación Española de Boxeo acuerda que el título se dirimirá en un combate entre Antonio Díaz y el catalán Joaquín (Kim) Navarro, que tendrá lugar en el Price el 18 de junio de ese año. Navarro se hace con la victoria a los puntos, por lo que Díaz tendrá que seguir aguardando su oportunidad .
Aunque Díaz II es nombrado de nuevo aspirante por la FEB, el combate de revancha no llegará a producirse ya que un año más tarde Navarro se ve obligado a renunciar a su título al no poder mantener el peso. Y aunque en un principio la Federación anuncia que el título se otorgará al vencedor de un combate entre Díaz II y Juan Sánchez Cárdenas –con quien Antonio ya se ha batido en cuatro ocasiones, tres de ellas con victoria y con una sola derrota –, lo cierto es que dicho combate, previsto para mayo de 1956, no llega a producirse. En su lugar, la Federación reconoce la supremacía de Díaz II y le otorga el título nacional , que ostenta desde noviembre de ese mismo año, con Cárdenas como challenger .
Desde ese momento, Díaz II se convierte en "algo así como el campeón vitalicio de la categoría, con una larga serie de victorias ante rivales como el propio Cárdenas , Jesús Rubio , Ben Alí , Lahoz , López Durban , Robert Tartari , Torres , Santos Seoane  o el canario Miguel Calderín "Kimbo" , entre muchos otros. Las escasas derrotas llegan en combates en los que el título nacional no está en juego, por lo que parece no haber “contrincante capaz de arrebatarle el título de sus manos”.
Al menos así es hasta que a principios de enero de 1960 el ilicitano Torres le vence en un combate que se celebra en Alicante, arrebatándole el título nacional . Este hecho marca el comienzo del final de la carrera de Díaz II, que ve resignado como se desvanecen no solo sus aspiraciones a la recuperación del título sino incluso sus sucesivos intentos por alcanzar el campeonato de Cataluña de las categorías de los gallos y los plumas.
Antonio Díaz Méndez lo fue todo en nuestro ambiente pugilístico; las crónicas son unánimes en destacar su magnífico estilo, preciso, pegando desde todos los ángulos y con un excelente juego de piernas y un blocaje extraordinario. Sin duda alguna, Díaz II, que falleció en 2008, fue uno de los mejores boxeadores que ha dado España.